# Izostazija
Izostazija je ravnoteža između susjedinih dijelova (blokova) kore i dijelova plašta ispod njih. Budući da su stijene kore lakše od stijena plašta, može se reći da kora 'pluta' na plaštu. Dijelovi kore se dižu ili tonu sve dok se ne uspostavi izostatska ravnoteža tj. težina potisnutog dijela plašta ne bude jednaka težini bloka kore. Takva okomita kretanja kore se još zove izostatsko podešavanje (isostatic adjustment).
Model blokova kore koji se međusobno kreću okomito ne odgovara pravoj istini. U većini slučajeva duboki okomiti rasjedi ne dijele koru u blokove nego je puno bliže istini smatrati da se kora savija i rasteže bez okomitih rasjeda.
Ogromna masa ledenog pokrova uzrokovala je spuštanje dijela kontinentske kore za vrijeme pleistocena. Otapanjem ledenjaka spušteni dio kore se natrag diže. Takva dizanja kore, koja traju i danas u nekim dijelovima Skandinavije i Sjeverne Amerike se nazivaju skok kore ili postglacijalni odskok. 
Izostatsko podešavanje uzrokovano je erozijom i taloženjem sedimenata. Viši dijelovi kore se brzo erodiraju i materijal se taloži na nižim dijelovima kore. Smanjenje težine višeg dijela kore uzrokuje njegovo dizanje dok povećanje težine nižeg dijela kore ima za posljedicu njegovo tonjenje. Stijene unutar plašta moraju «teći» tj. imati plastična svojstva da bi bila uopće moguća okomita kretanja dijelova kore. Na osnovu izmjene brzine dizanja i spuštanja kore može se odrediti viskozitet plašta.
Uspostavljene izostatske ravnoteže odnostno izostatsko podešavanje događa se i u zonama subdukcije. U nekim slučajevima stvorena magma u zoni subdukcije se zaustavi u bazi kontinentalne kore ili u kori pri njenoj bazi. Takva ohlađena magma lokalno podebljava koru. Podebljanje dijela kore uzrokuje njegovo izdizanje tj. stvaranje ulančanog gorja.